# Cleggan
Cleggan (irl: An Cloigeann) – irlandzka wioska rybacka położona nad zatoką Cleggan w hrabstwie Galway. Głównym punktem wsi jest zbudowana w 1822 r. przez Alexandra Nimmo przystań, z której można dostać się promem na pobliską wyspę Inishbofin.

## Historia
Irlandzkie nazwa wsi – Cloigeann, oznacza głowę albo czaszkę i prawdopodobnie odnosi się do przybrzeżnego cypla. Z kolei według miejscowej legendy nazwa pochodzi od św. Ceannanacha, irlandzkiego misjonarza, który został ścięty przez pogańskiego wodza. Na szczycie cypla, z którego rozpościera się widok na port znajdują się resztki wieży obserwacyjnej zbudowanej w czasie wojen napoleońskich.
Kiedy w 1832 r. inżynier Alexander Nimmo zbudował w wiosce przystań, wieś zaczęła się szybko rozrastać i do 1836 r. stała się dość dużym portem rybackim. Po 1872 r., kiedy wyspa Inishboffin stał się oficjalnie częścią Galway, port w Cleggan stał się dla niej bardzo ważnym łącznikiem. Wtedy też zbudowano hotel, pocztę, stację straży wybrzeża i szkołę.
W 1927 r. doszło wielkiej wichury, w wyniku której zginęło 25 okolicznych rybaków łowiących makrele w zatoce Cleggan. Niespodziewane załamanie pogody pochłonęło życie dziewięciu mieszkańców wyspy Inishbofin, szesnastu mieszkańców pobliskiej wsi Rossadilisk, która później została opuszczona oraz dwunastu z hrabstwa Mayo. Zdewastowany został także cały rejon. Rozmiar katastrofy i zniszczeń odbił się szerokim echem na świecie, dzięki czemu do poszkodowanych zaczęła napływać pomoc finansowa m.in. z USA i Australii. Tragedia ta została także upamiętniona w wierszach, opowieściach, filmach dokumentalnych i kamiennych znakach.
Obecnie do Cleggan przyjeżdża wielu turystów (w okolicy znajdują się prehistoryczne grobowce i kamienie), ale tradycyjnie głównym źródłem dochodów wsi pozostaje rybołówstwo.